# Crash Fever
《Crash Fever》是日本WonderPlanet製作，運行在Android和iOS平台，色珠消除角色扮演益智遊戲的行動應用程式（APP）。日本於2015年7月8日開始營運，但因為玩家超過預期導致伺服器過載，一度暫時下架維護，後來才又重新開放；台港澳繁體字版由官方直營，2016年5月26日上架（IAP，In-app purchase）。並入選2016台灣Google Play「最難以抗拒遊戲」排行。2017年4月全球各版本色珠破壞總數超過1000億。2021年4月全球總下載量已突破一千三百萬次。

## 主線故事

### 日版
- 「Time Travel In ALICE」
- 「ALICE/ WAR」
- 「ALICE/ GAME」
- 「ALICE/ LAST TRAVEL」
- 「ALICE/ Evolution」
- 「ALICE/ Messiah」
- 「ALICE/ New World」
- 「ALICE/ Utopia」

### 台港澳版(繁體字版)
- 「八仙篇」
- 「四凶危機」
- 「中華詩社」
- 「中華編年史」
- 「反抗者紀元」
- 「樂園」
- 「天穹仙戰」

### 國際版
- 「Cthulhu Series」
- 「Black Ground」
- 「Unknown Skies Apocalypse」
- 「Hidden Myth」
- 「INFERNO」

### 韓版
- 「곤룡일족」

## 合作活動
- 初音未來
- 無頭騎士異聞錄 DuRaRaRa!!×2
- 三麗鷗
- 貓咪大戰爭
- 鋼之鍊金術師
- THE KING OF FIGHTERS '98
- 魔法禁書目錄Ⅲ x 科學一方通行
- 魔法少女小圓 劇場版
- 為美好的世界獻上祝福!
- 爆肝工程師的異世界狂想曲
- Re:從零開始的異世界生活
- 虛擬YouTuber事務所《ENTUM》
- 盾之勇者成名錄
- 工作細胞
- 約會大作戰Ⅲ
- 關於我轉生成史萊姆這檔事
- 在地下城尋求邂逅是否搞錯了什麼Ⅲ
- 魔王學院的不適任者
- 魔法少女☆伊莉雅
- 炎炎消防隊
- 戰鬥員派遣中！

### 日版限定
- 進擊的巨人
- 駭客娃娃
- 虛擬YouTuber《kizuna AI》
- 戰國炎舞
- 槍彈辯駁
- 萊莎的鍊金工房 ～常闇女王與秘密藏身處～

### 台港澳版限定
- Love Live! Sunshine!! 學園偶像電影～彩虹彼端～
- 前進吧！！高捷少女

### 海外限定
- 神魔之塔
- HATSUNE MIKU EXPO 2019
- 貓咪大戰爭第3彈

## 歷史

### 日版
2015年
- 7月8日：在日本正式上架（Android、iOS版）[3]
- 7月11日：因玩家數超乎預期伺服器無法負荷，遊戲暫時下架開始長期維護[4]
- 7月28日：遊戲服務重新開放[5]

2016年
- 5月14日：開始在所有都道府縣播放電視CM[6]
- 5月16日：《Crash Fever ORIGINAL SOUNDTRACK》在iTunes和Amazon數位音樂開賣[7]
- 5月23日：在App Store進入排行榜前10名[8]
- 8月26日：“Crash Fever LINE Stamp”上市[9]
- 8月27日：第二次電視CM於全日本47個都道府縣開始播放[10]

2017年
- 5月31日：第二首原聲帶クラッシュフィーバー ORIGINAL SOUNDTRACK 2發行！[11]
- 7月10日：“Crash Fever LINE Stamp 2nd”上市[12]
- 8月31日：Crash Fever 官方商品將於 8 月 31 日起發！[13]

2018年
- 7月2日：第三首原聲帶クラッシュフィーバー ORIGINAL SOUNDTRACK 3發行！[14]
- 7月4日：“Crash Fever LINE 漫畫貼圖”上市[15]
- 11月6日：Crash Fever第一本官方畫冊發行[16]

2019年
- 3月5日：Crash Fever TV活動 (クラフィTVキャラバン)預定開跑[17]，特設網站[18]，並於線上的官方Youtube上直播。
- 7月9日：Crash Fever商品在 BOOTH 發售[19][20]
- 7月23日：節奏遊戲「Sonic Beat feat. Crash Fever」發售[21]
- 7月26日：第四首原聲帶クラッシュフィーバー ORIGINAL SOUNDTRACK 4發行[22]

2020年
- 7月28日：第五首原聲帶クラッシュフィーバー ORIGINAL SOUNDTRACK 5發行[23]
- 8月4日：“Crash Fever Jerry Stamp！”上市[24]

2021年
- 7月6日：第一首初音未來原聲帶CRASH FEVER ORIGINAL SOUNDTRACK feat.MIKU,RIN,LEN 01發行！[25]
- 7月20日：第六首原聲帶クラッシュフィーバー ORIGINAL SOUNDTRACK 6發行[26]

2025年
- 3月24日：開放臺港澳下載
- 5月15日：開放韓國下載
- 6月17日：開放所有亞洲地區(除中國大陸以外)下載

### 台港澳版(繁體字版)(已關閉)
2016年
- 5月13日：於Play商店開始事前登錄[27]
- 5月26日：台港澳（繁體字版）在Google Play和App Store上架[28]
- 6月30日：進入App Store TOP 10[29]
- 8月24日：中文版電視廣告開始在台灣地區播放[30]；港澳地區另有粵語配音版本。
- 12月9日：入選2016台灣Google Play最難以抗拒遊戲排行[31][32]

2017年
5月20日：Crash Fever在台上市一週慶祝紀念活動
2018年
- 1月26日~29日：第1次獨立出展《2018台北國際電玩展TpGS》、特別企劃舉辦[33][34]
- 5月19日：台港澳版週年紀念線下會舉辦[35]
- 9月14日：官方認可的攻略網站 Gamewith （页面存档备份，存于） 正式公開，撰寫與Crash Fever有關的遊戲內容、攻略資訊[36]

2019年
- 1月25日~28日：第2次獨立出展《2019台北國際電玩展TpGS》、特別企劃舉辦[37][38][39]
- 5月25日：台港澳版三週年紀念線下會舉辦[40][41]
- 9月13日：台港澳版首次於高雄舉辦玩家見面會[42]
- 10月24日：《Crash Fever》海外版首張遊戲原聲帶「CRASH FEVER Worldwide Original Soundtrack」發行[43][44]

2020年
- 1月18日：於台北舉辦「新春玩家見面會」線下活動，並於會場發售第1本「CRASH FEVER 海外版角色畫集」[45][46]

2023年
- 9月28日：宣佈改變未來營運方針，未來將停止添加新活動，並因此停止添加新角色。未來女王塔和轉蛋系統只會以輪替形式進行，過往部分活動冒險移入上鎖冒險系統中。[47]
- 12月21日: 宣佈永久停止營運。 [48]

### 國際版
※推出地區：亞洲地區、大洋洲地區、北中美地區、南美地區、歐洲地區、非洲地區

※支援語言：英文、韓文。
2017年
- 5月8日：語言支援終止印度尼西亞文、越南文、馬來西亞文、法文、德文、葡萄牙文、西班牙文、義大利文、阿拉伯文、俄文

2018年
- 11月30日：語言支援韓文

2020年
- 9月25日：語言支援終止繁體中文、簡體中文

### 韓版(已關閉)
2016年
- 10月28日：Crash Fever在韓國以為名在Google Play和App store上架[49]

2017年
- 9月30日：中秋節活動購買特定禮包，抽10名玩家獲得「暗中活躍的策士 鄭道傳」[50]

2018年
- 11月19日：韓版官方在Naver發佈即將於下個月閉服的資訊，並開始受理韓版帳號轉移至國際版的手續及退款項目。[51][52]
- 12月19日：韓版伺服器關閉。

### 中國版(已關閉)
2017年
- 10月15日：中文簡體版的官方網站公開[53]
- 10月16日－30日：開始內部測試[54][註 7]

2018年
- 1月25日：iOS公測版本上架並對玩家開放[55]
- 1月30日：Android版本開放（延期）[56]
- 12月7日：代理商dena未經日本原廠同意，公告結束營運，且無法將數據辦理轉服。

2019年
- 1月8日：15:00結束營運

## 外部連結
- 官方网站 （日語）
- WonderPlanet Inc. （页面存档备份，存于） （日語）
- Crash Fever日本的X（前Twitter） （日語）
- Crash Fever 台港澳版 Facebook粉絲團 （页面存档备份，存于） （中文）
- Crash Fever 國際版 Facebook粉絲團 (如無法進入須切換地區) （页面存档备份，存于） （英文）
- Crash Fever 台港澳版 Instagram專頁 （页面存档备份，存于） （中文）
- Crash Fever 國際版 Instagram專頁 （英文）